# Ericus Simonius Löfgren
Ericus Simonius Löfgren, född 15 april 1626 i Stockholm, död 26 september 1688 i Vadstena, var en svensk präst.

## Biografi
Löfgren föddes 1626 i Stockholm. Han var son till landskamreraren Simon Andersson och Elin Eriksdotter Wallerius i Linköping. Löfgren började studera i Linköping och blev 16 september 1642 student vid Uppsala universitet. 19 februari 1652 blev han magister. Han blev 1656 lektor i latin i Linköping. Löfgren prästvigdes 26 september 1658. 1660 blev han kyrkoherde i Skeda församling och penitentiarie i Linköping. 1667 blev han också kontraktsprost i Gullbergs kontrakt. Löfgren blev 1670 andre teologie lektor i Linköping. 1673 blev han kyrkoherde i Vadstena församling och kontraktsprost i Aska och Dals kontrakt. Löfgren avled 1688 i Vadstena och begravdes 25 januari 1689 i Vadstena klosterkyrka.
Löfgren var preses vid prästmötet 1661 och talade "de magistratu politico". Han deltog i riksdagen 1660 och 1680.

### Familj
Löfgren gifte sig första gången 14 juli 1656 med Helena Dalinus (1642-1674). Hon var dotter till Daniel Danielis Dalinus, kyrkoherde i Skänninge församling. De fick tillsammans barnen Sven, Simon (död 1731), Helena (död 1674), Daniel, Brita och Elisabeth.
Löfgren gifte sig andra gången 26 maj 1675 med Karin Tornskär (1645-1698). Hon var dotter till rådmannen Peder Knutsson och Elsa Larsdotter i Kalmar.  De fick tillsammans barnen Daniel (1677-1677) och Eric (1676-1708).

### Gravsten
Löfgren begravdes i Vadstena klosterkyrka. Gravstenen är i rokoko och ligger nära altaret.